# Titulatura real en el Antiguo Egipto

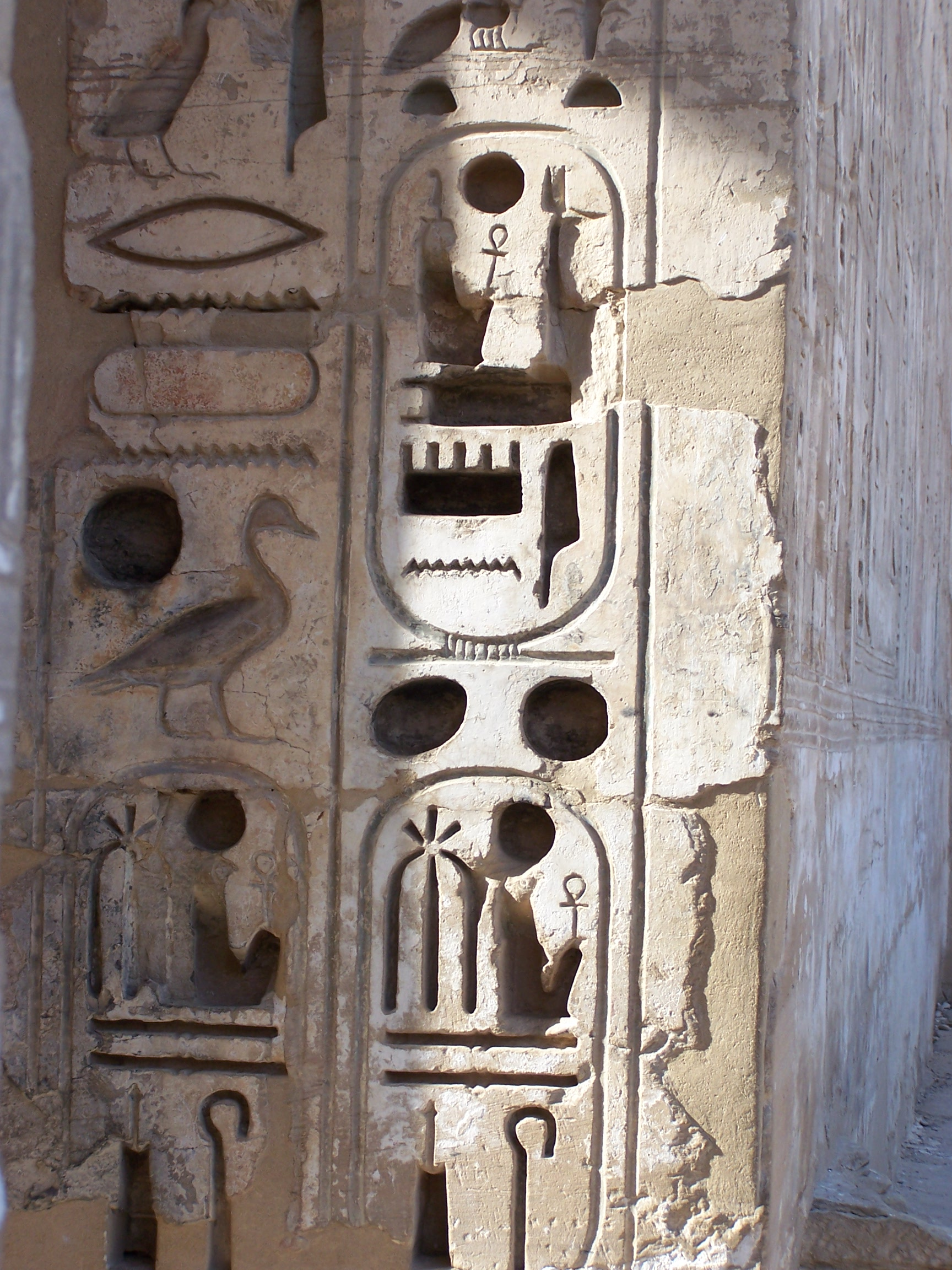
Titulatura de Ramsés III en Medinet Habu.

La titulatura real o protocolo real de un faraón egipcio es la nomenclatura convencional adoptada por los reyes del Antiguo Egipto y por la que son designados en textos e inscripciones. 
Al llegar al trono, el rey alcanzaba no sólo un poder terrenal, sino que desempeñaba el papel de una divinidad, sucesor del dios Horus en la tierra, en el trono de Geb. El faraón, en su doble naturaleza humana y divina, se percibía en su titulatura, era su misma esencia, lo más importante de su persona. Simbolizaba tanto el poder real como el sagrado y también actuaba como una especie de declaración de la misión ideológica a seguir para su reinado (a veces, incluso, cambiaba en el transcurso del mismo).
Con la unidad de Egipto, el faraón comenzaría por adoptar dos nombres: "Nombre de Horus" y "Nombre de Nebty". Con el tiempo, la titulatura real completa constaba de cinco "nombres" (rn wr), pero no llegó a tener un uso estándar hasta el Imperio Medio. A partir de entonces, se mantendría inalterable, incluso, hasta el período romano de Egipto. 
Aunque el orden cambió a lo largo de la historia, la sucesión canónica final fue la siguiente: "Horus" o ḥr, "las dos señoras" (Nebty) o nbty, "Horus de oro" o ḥr-nb, "rey del Alto y Bajo Egipto" (Nesut-bity) o njswt-bjtj e "hijo de Ra" o sȝ rˁ.

## Nombre de Horus
| G5 |

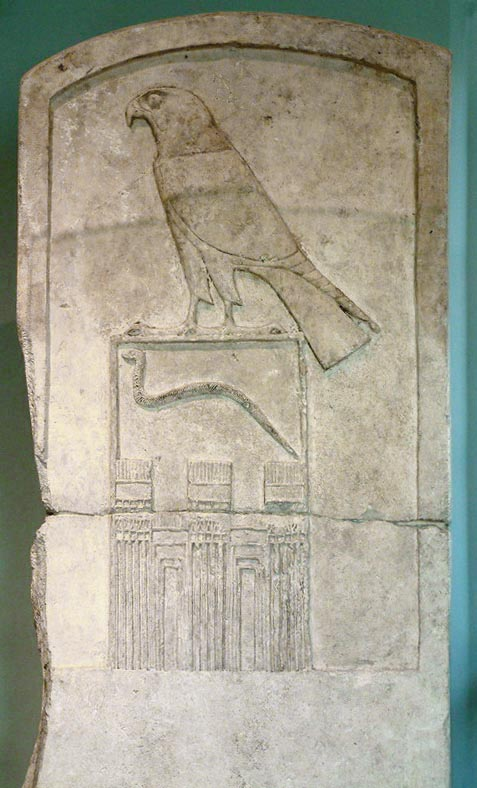
Serej conteniendo el nombre de Dyet y una asociación con Uadyet. Museo del Louvre.

Este nombre solía inscribirse en un serej, representación de una fachada de palacio. El nombre del faraón se escribía en jeroglíficos dentro de esta representación de un palacio. Por lo general, una imagen del dios halcón Horus estaba encaramado en la parte superior o, menos frecuentemente, en el lateral y, a veces, sostenido por los brazos del ka, símbolo de su linaje y de sus predecesores. 
Es la forma más antigua del nombre del faraón, originada en el período predinástico. Muchos de los faraones egipcios más antiguos eran conocidos solo por este título. El rey era la encarnación terrenal del dios Horus, hijo de Hathor (o Hathor-Isis), y del dios halcón de Hieracómpolis, de donde era originario Narmer. Más tarde, terminaría siendo conocido como el "fuerte toro de su madre".
Al menos un gobernante egipcio, Seth-Peribsen de la dinastía II, utiliza una imagen del dios Seth en lugar de Horus, pudiendo significar tal vez una interna división religiosa en el país. Fue sucedido por Jasejemuy, que coloca los símbolos tanto de Seth como de Horus sobre su nombre. A partir de entonces, la imagen de Horus aparecía siempre al lado del nombre del faraón. 
Durante el Imperio Nuevo, el nombre de Horus se inscribía ya a menudo sin el serej.

## Nombre de Nebty
| G16 |

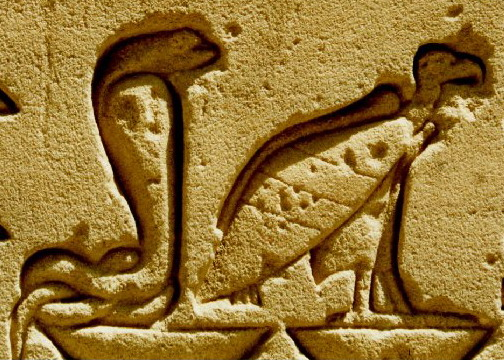
Nombre de Nebty.

El nombre de nebty (literalmente, en idioma egipcio, "las dos señoras") fue asociado con las llamadas "diosas heráldicas" del Alto y Bajo Egipto, protectoras del rey: 
- Nejbet, deidad patrona del Alto Egipto, representada por un buitre, y
- Uadyet, deidad patrona del Bajo Egipto, representada por una cobra.

Este nombre fue utilizado por primera vez por el faraón Semerjet de la dinastía I, aunque sólo llegó a convertirse en un título totalmente independiente en la dinastía XII. 
Normalmente no llega a enmarcarse ni con un cartucho ni en un serej, pero siempre empieza con los jeroglíficos del buitre y la cobra que descansan sobre dos cestas, el nombre dual de "Nebty". El nombre comienza con la expresión de "las dos diosas", aunque algunos egiptólogos lo traducen como "el señor de la doble corona".

## Nombre de Horus de oro
| G8 |

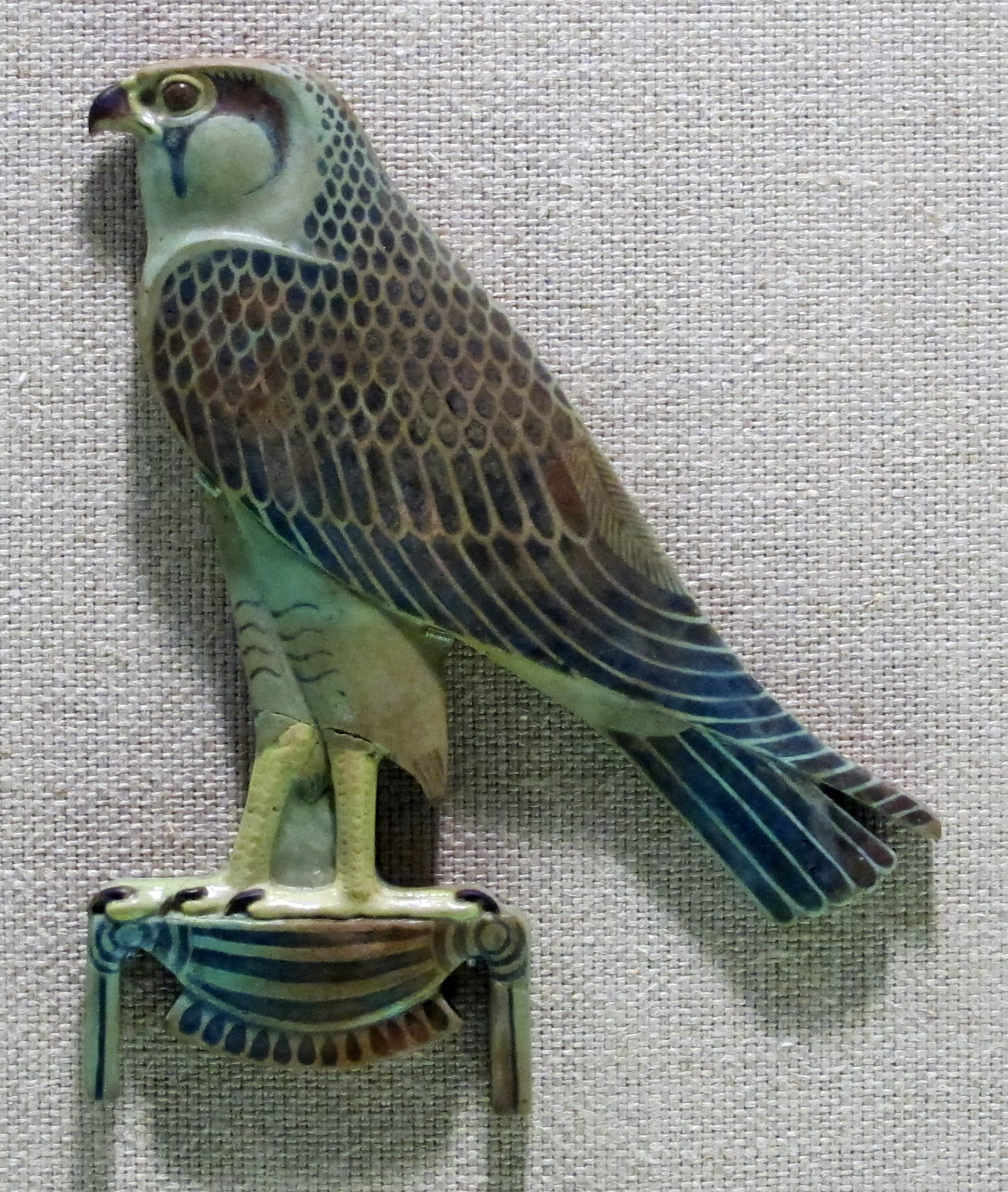
Nombre de Hor-Nub

También conocido como el "nombre de oro". Esta forma del nombre del faraón generalmente aparece con la imagen de un halcón Horus posado encima o al lado del jeroglífico utilizado para el oro. 
El significado de este título en particular ha sido cuestionado. Se cree que representa el triunfo de Horus sobre su tío Seth, de modo que el símbolo del oro puede tomarse en el sentido de que Horus era "superior a sus enemigos". El oro también estaba fuertemente asociado en la mente de los antiguos egipcios con la eternidad, por lo que se pudo asimilar a la intención de transmitir el nombre eterno de Horus al faraón.
En su forma primitiva, apareció por primera vez en el reinado de Dyeser, con el nombre del faraón y el disco solar de Ra sobre el símbolo de Seth. En el Imperio Medio se reemplazó el disco solar por el símbolo de la palabra oro (nub), que podía ampliarse con embellecimientos, como en el caso de la reina Hatshepsut que adoptó el nombre de "Horus hembra de oro fino".
Al igual que el nombre de Nebty, este nombre particular, por lo general, no estaba enmarcado por un cartucho o un serej.

## Nombre del trono (praenomen)
| M23 · t | L2 · t |

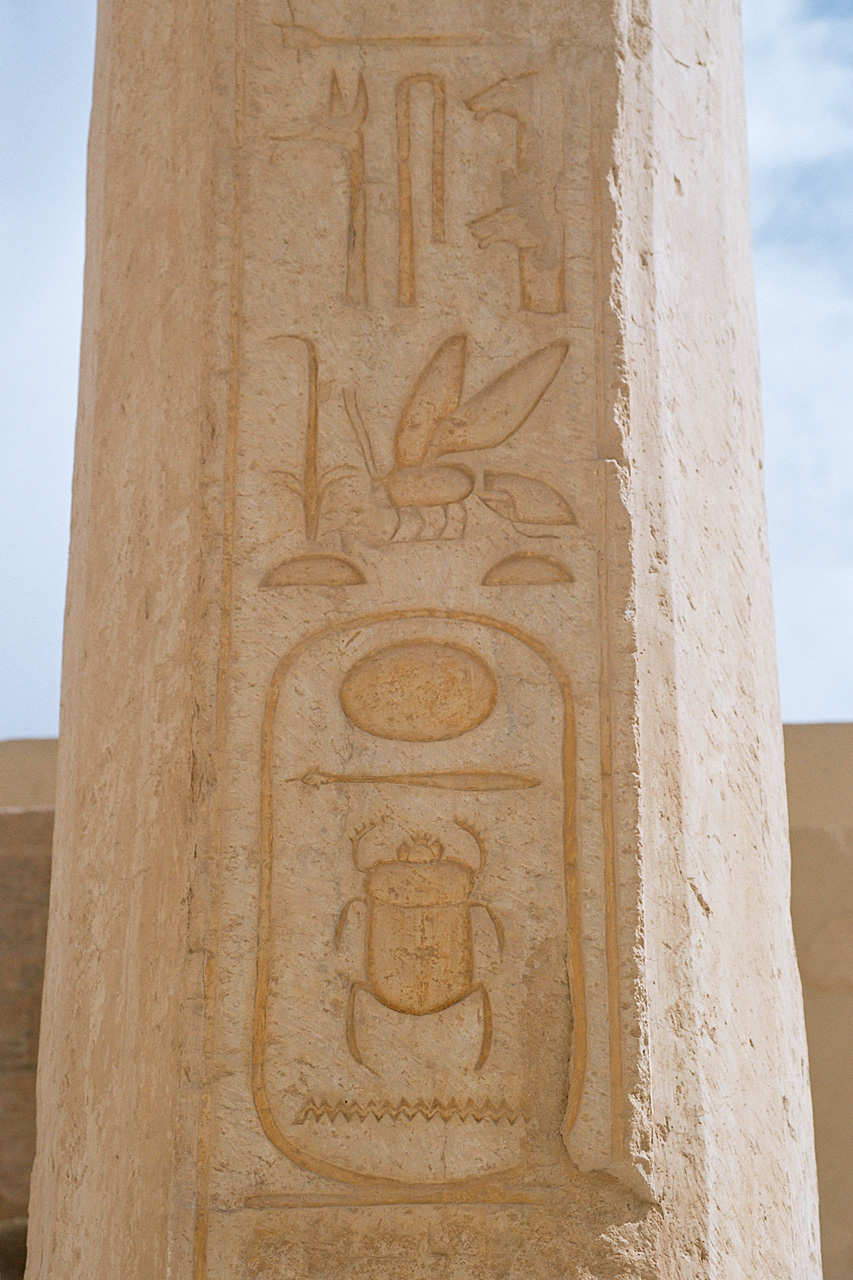
Cartucho con el nombre personal de Tutmosis II precedido por los símbolos del junco y la abeja, Templo de Hatshepsut, Luxor.

El nombre del trono del faraón (o nombre de entronización, cuando subía al trono y era coronado rey) era el primero de los dos nombres inscritos dentro de un cartucho y acompañado por lo general por el título de "nesut-bity", "el rey del Alto y Bajo Egipto", el epíteto "neb tawy", "señor de las dos tierras", en referencia a las regiones del valle y del delta del Nilo en Egipto. 
Algunos investigadores (Allen, 1999) afirman que su significado proviene de nesut como "aquel que pertenece a las cañas o juncos", el equivalente a "rey del sur", y de bity o biti, "la abeja", símbolo del "rey del norte (Delta)". Otros (Schneider, 1993) piensan que las dos palabras están relacionadas con otras palabras afroasiáticas (en particular, las lenguas bereberes) que significan "hombre fuerte", "gobernante" o similar. 
Esta forma del nombre del trono, que vendría precedido por "rey del Alto y Bajo Egipto", los símbolos de abeja y junco y solía estar acompañado de otros epítetos, adquiriría prominencia al final de la dinastía III y más tarde se convertiría en el título oficial más importante del rey.

## Nombre de nacimiento (nomen)

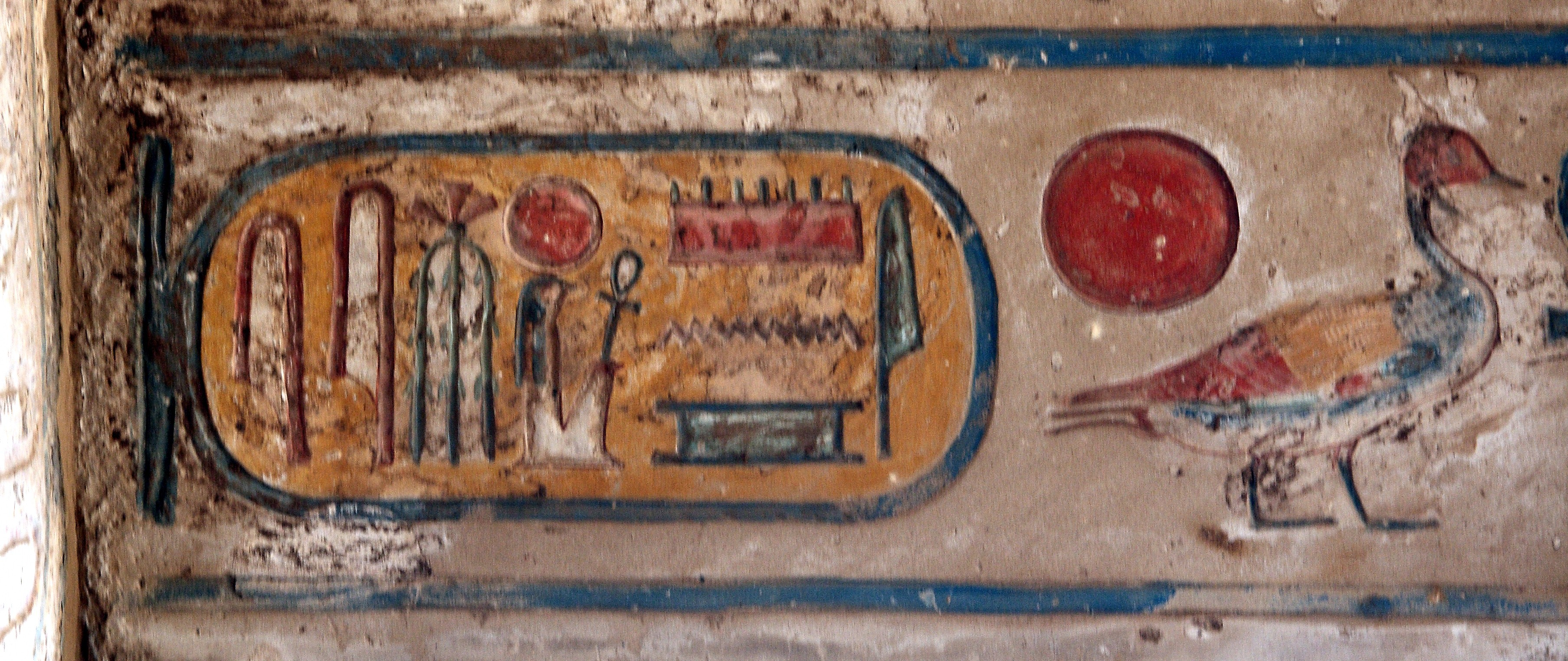
Nombre de nacimiento de Ramsés II en un cartucho. Delante el jeroglífico Sa-Ra: «Hijo de Ra».

Era el nombre dado al nacer. El príncipe recibía el nombre de un familiar suyo, como Ramsés, Amenhotep o Sesostris. El nombre, se situaba en el interior de un cartucho que era precedido por el título de "hijo de Ra", escrito con el jeroglífico de un pato (sa), un homónimo de la palabra que significa "hijo" (sa), junto a una imagen del Sol, un jeroglífico de la deidad solar suprema Ra.
Se introdujo por primera vez al conjunto de títulos reales durante la dinastía IV y puso de relieve el papel del rey como representante e hijo del dios solar Ra. Para las mujeres que llegaron a ser reina-faraón, el título anterior era interpretado también como "hija". 
Los modernos historiadores normalmente se refieren a los antiguos reyes de Egipto con este nombre, añadiéndoles ordinales (por ejemplo, "II", "III") para distinguir entre diferentes individuos que llevan el mismo nombre.

## Ejemplos de titulaturas completas

### Sesostris I
Durante el Imperio Medio, la titulatura completa fue escrita a veces en un solo cartucho, como en este ejemplo de Sesostris I, de Beni Hasan.

### Hatshepsut
La titulatura completa de Hatshepsut, reina-faraón de la dinastía XVIII, ofrece una guía de pronunciación y su significado equivalente y muestra las diferencias cuando el faraón es una mujer: 
- Nombre de Horus - Useretkau: De kas poderosos.
- Nombre de Nebty - Uadyetrenput: La de las dos damas, De años prósperos.
- Horus de Oro - Necheretjau  - Divina de apariencias.
- Praenomen - Maatkara: Maat (Justo o armonioso) es el ka de Ra.
- Nomen - Jnumt-Amón Hatshepsut: Unida a Amón, La más noble de las señoras.

### Tutmosis III
| E1 · D40 | N28 | m | S40 | t · O49 |

| V29 | sw | t | i | i | ra · Z1 | mi | m | Q3 · X1 · N1 |

| sxm | F9 · F9 | D45 · N28 | Z3 |

| ra | mn | xpr |

| G26 | ms | nfr | xpr · Z2 |

La titulatura completa del faraón Tutmosis III de la dinastía XVIII proporciona una guía a la pronunciación y a su significado equivalente:
- Nombre de Horus - Kanajt Jaemuaset: Horus, toro poderoso, surgido en Tebas.
- Nombre de Nebty - Uahnesyt: Las dos diosas que hacen duradera la realeza, como Ra en el cielo.
- Horus de oro - Dyeserjau: Horus de oro, poderoso por su valor, de sacras apariciones.
- Praenomen - Menjeperra: Rey del Alto y Bajo Egipto, el del junco y la abeja, Menjeperra, la forma de Ra es estable.
- Nomen - Dyehutymose Neferjeperu: Hijo de Ra, Tutmosis nefer Jeperu, Tot lo ha creado con bellas formas. El nombre se termina con "amado de Hathor, dama de la turquesa".